# Gregorio Arciniega Mendi
Gregorio Arciniega Mendi (Azofra, 17 de noviembre de 1886 - Zaragoza, 5 de febrero de 1967) fue un compositor, organista y maestro de capilla del Pilar español. Fue miembro de la Real Academia de Bellas Artes de San Luis de Zaragoza.

## Vida
Su padre era sacristán y organista en la parroquia de Azofra, lo que le permitió crecer en un ambiente musical y religioso. En 1911 se sabe que estuvo de beneficiado sochantre en la catedral de Santo Domingo de la Calzada; en 1918 gana las oposiciones a organista de la catedral de Jaén, pero el mismo año pasa a ser beneficiado organista segundo de la catedral primada de España en Toledo, tras ser ordenado sacerdote. Al año siguiente consiguió el puesto de maestro de canto eclesiástico de la Universidad Pontificia de Toledo.
El 16 de junio de 1923 consiguió por oposición el puesto de maestro de capilla de la Basílica-Catedral del Pilar, posición que ejerció hasta el 28 de octubre de 1947; se quedaría en Zaragoza hasta su muerte en 1967. El 19 de abril de 1936, tras la muerte de Miguel Arnaudas Larrodé, le fue concedido un asiento en la Real Academia de Bellas Artes de San Luis.

## Obra
Como organista, fue conocido por su capacidad de improvisación, lo que también le benefició en su aspecto como compositor de música religiosa. Compuso misas, salves, avemarías, motetes, himnos y diferentes cantos. Dentro de la música religiosa moderna, se le puede considerar un precursor.
Como investigador e historiador de la música recorrió los archivos de las catedrales aragonesas y las de Logroño y Toledo. Su discurso de ingreso en la Real Academia de Bellas Artes de San Luis se tituló Importancia histórica y artística del tratado que para la guitarra española escribió el notable músico aragonés D. Gaspar Sanz, año 1674. También transcribió obras antiguas, como el tratado de guitarra de Gaspar Sanz, el Villancico a la venida de la Virgen de Ruy Samaniego o los magnificat de Aguilera de Heredia.
Entre sus discípulos destaca el compositor padre Luis Iruarrizaga.